# Lagenocarpus venezuelensis
Lagenocarpus venezuelensis är en halvgräsart som beskrevs av Gerrit Davidse. Lagenocarpus venezuelensis ingår i släktet Lagenocarpus och familjen halvgräs. Inga underarter finns listade i Catalogue of Life.